# سوساوات حقيقية
السوساوات الحقيقية أو كركليونيني (الاسم العلمي: Curculioninae) هي أسرة من الحشرات تتبع الفصيلة السوسية الحقيقية من رتبة غمديات الأجنحة.

## أجناس
- السوسة الحقيقية (الاسم العلمي:Curculio)